# Anne Cathrine Kielland Lund
Anne Cathrine Kielland Lund (født 1. oktober 1966 i Oslo) er en norsk slagtøjsspiller og dirigent bosat i Danmark. Anne Cathrine Kielland Lund er uddannet i musikvidenskab fra Universitetet i Oslo, har en musikpædagogisk diplomeksamen med slagtøj og ensembleledelse fra Det Jyske Musikkonservatorium samt diverse kurser og -mesterklasser i direktion ved blandt andre Frans Rasmussen og Henrik Vagn Christensen.
Som slagtøjsspiller har Anne Cathrine Kielland Lund været ansat hos Prinsens Musikkorps og som slagtøjslærer på diverse musikskoler i Norge og Danmark og senest også ved Musikalsk Grundkursus i Kolding.
Anne Cathrine Kielland Lund har dirigeret diverse harmoni- og symfoniorkestre, herunder Kolding Harmoniorkester (1996-2004),
Harmoniorkestret Tonica (1997-2000) og Vejle Symfoniorkester (2002-) samt Fredericia Byorkester (2006-).